# Hersilia savignyi
Hersilia savignyi és una espècie d'aranyes araneomorfes de la família dels Hersílids (Hersiliidae). Fou descrita per primera vegada l'any 1836 per Hippolyte Lucas. Tenen una distribució per zones de l'Àsia meridional: Kerala, Maharashtra, Gujarat, Karnataka, Bengala Occidental, Myanmar, Filipines, Singapur i Sri Lanka.

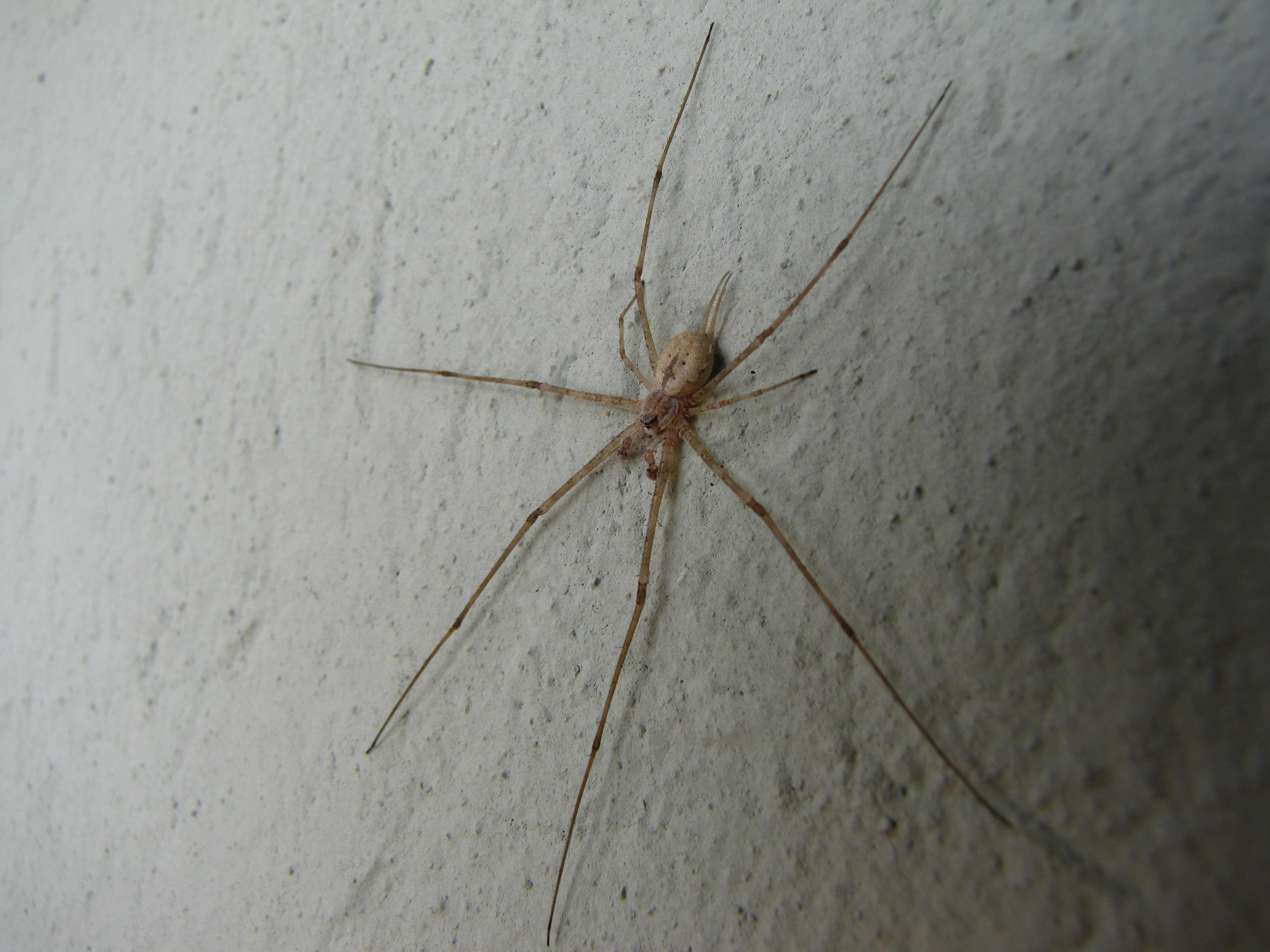
Hersilia savignyi, a Ezhimala, Payyannur (Kerala, Índia)

És comuna al sud de l'Índia. Viu en els troncs dels grans arbres, i és habitual en el tronc del palmeres de coco. El seu color coincideix molt amb el dels troncs dels arbres en els que viu. S'alimenta d'arnes, formigues i altres aranyes més petites. El seu capoll de seda el posa generalment en els forats de l'escorça de l'arbre. Puot ser fàcilment identificada pel les seves llargues fileres. Poden créixer fins a 6–7 cm. Els mascles i les femelles no són massa diferents. Són bastant colonials.